# Alleanza franco-austriaca
L'alleanza franco-austriaca è il nome dato all'alleanza tra Francia e Austria costituitasi nel 1756 a seguito del primo trattato di Versailles. Originata dalla rivoluzione diplomatica del 1756, perdurò sino al rovesciamento dei Borboni con la Rivoluzione francese.
L'alleanza si rivelò fondamentale durante la guerra dei sette anni, quando Francia ed Austria unirono le loro forze sul continente europeo contro Gran Bretagna e Prussia. La sconfitta finale però vide entrambe le parti insoddisfatte l'una dell'altra. L'opinione pubblica francese attribuiva ad un'alleanza che appariva in fin dei conti innaturale la vergogna di Rossbach. L'Austria era rimasta delusa dalla mancata riconquista della Slesia e riteneva che l'impegno francese nel conflitto fosse stato insufficiente, tanto che durante la guerra d'indipendenza americana l'Austria aveva considerato l'idea di schierarsi dalla parte degli inglesi, ai quali era favorevole il nuovo imperatore Giuseppe II d'Asburgo.
Una ragione prioritaria per il suo mantenimento fu però il matrimonio stipulato nel 1770 tra Maria Antonietta d'Asburgo-Lorena, sorella dell'imperatore, e il Delfino, futuro Luigi XVI. Quando la Francia venne dichiarata una monarchia costituzionale ed il re venne dapprima deposto e poi ghigliottinato, l'Austria si schierò apertamente in guerra con la nuova repubblica.

## Sfondo storico
Fin dal XV secolo Francia ed Austria erano state nemiche, combattendo ripetutamente l'una contro l'altra per il controllo della Germania occidentale e dell'Italia settentrionale. Dopo la riunificazione delle corone imperiale e spagnola in Carlo V, la Francia era stato il principale oppositore allo strapotere asburgico, fino alla guerra dei trent'anni che caratterizzò la prima parte del XVII secolo. In seguito fu la volta della Francia di assumere con Re Sole una politica fortemente espansionistica verso occidente e i territori dell'impero, la cui corona era tradizionalmente affidata agli Asburgo.
Anche nelle guerre di successione che caratterizzarono la prima metà del Settecento Francia e Austria si trovarono con regolarità su fronti opposti, prima nella guerra di successione spagnola, poi in quella polacca. La Francia si era quindi alleata con la Prussia, che aveva attaccato l'Austria, nella guerra di successione austriaca. Il trattato di Aquisgrana che ne siglò la conclusione comportò la cessione di diversi territori asburgici, tra i quali la Slesia ai prussiani. Ciò portò l'Austria a riconsiderare l'utilità dell'alleanza anglo-austriaca esistente dal 1731.
Secondo i piani dell'abile von Kaunitz, adottati da Maria Teresa, condizione primaria per recuperare la provincia slesiana era rompere l'alleanza franco-prussiana e riavvicinarsi alla Francia per garantirsi quantomeno da un suo intervento armato da occidente, se non di acquistare completamente alla propria causa il nemico di lunga data.

## La rivoluzione diplomatica

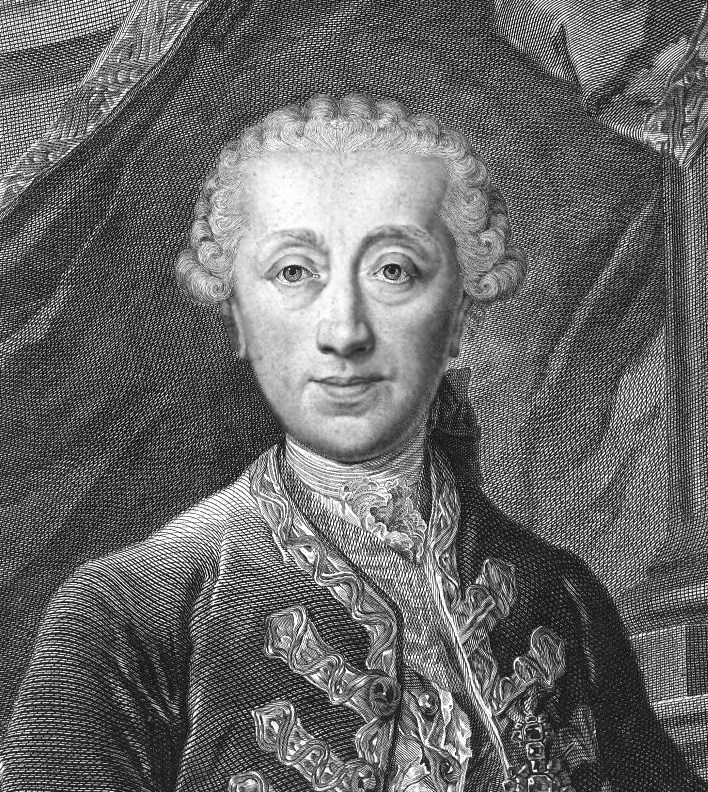
Wenzel Anton von Kaunitz-Rietberg fu uno dei principali architetti dell'alleanza franco-austriaca.

Dal 1754, sei anni dopo il Trattato di Aix-la-Chapelle che aveva portato alla fine della guerra precedente, la nuova figura del conte Von Kaunitz era emersa a Vienna come consigliere molto vicino all'imperatrice Maria Teresa. Egli venne pertanto incaricato di porre fine all'alleanza con l'Inghilterra ed a cercare nuovi partners militari per l'Austria. La sua amicizia con l'ambasciatore francese Choiseul diede inizio ai primi legami tra Parigi e Vienna e fu lo stesso duca di Choiseul a indicare a Kaunitz che la Francia stava considerando la possibilità di riavvicinarsi all'Austria, malgrado i lunghi conflitti intercorsi.
Quando nel 1756 gli inglesi siglarono in forma difensiva una alleanza con l Prussia, gli austriaci colsero l'occasione e coi francesi si risentirono del fatto per le rispettive parti, siglando una alleanza propria nota come Primo Trattato di Versailles. Secondo questo accordo ciascuno stato sarebbe intervenuto nel caso in cui l'altro sarebbe stato attaccato da una terza parte, in forma assistenziale. Dal momento che gli austriaci non stavano pianificando l'attacco alla Prussia per ottenere la Slesia, il trattato era visto più che altro come un modo di prevenire che altre potenze cercassero di intervenire a fianco della Prussia in altri conflitti.

## Guerra dei Sette anni

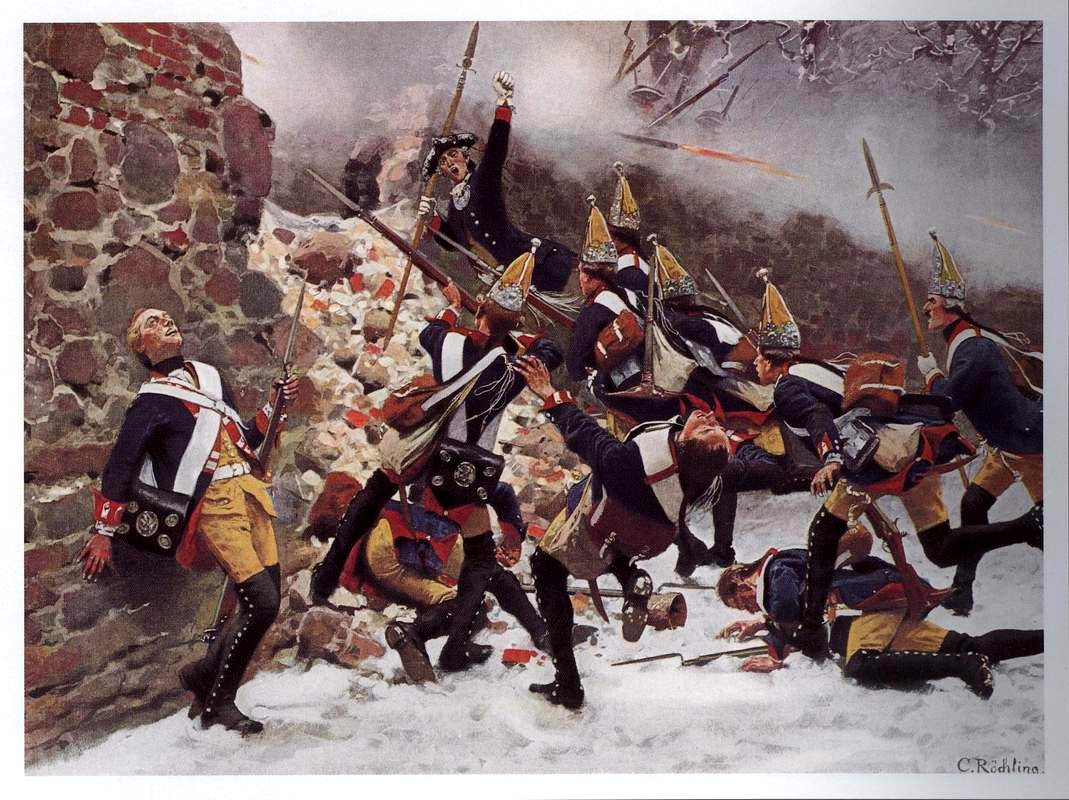
La Battaglia di Leuthen del 1757 fu il punto centrale della guerra

Nell'agosto del 1756, Federico II di Prussia, temendo che il suo stato potesse essere sconfitto e quindi spartito tra i vincitori, lanciò un attacco preventivo all'alleato più stretto dell'Austria, la Sassonia, che riuscì a catturare. Questo fatto fece scattare la dichiarazione della Guerra dei sette anni e l'Austria entrò in guerra con la Prussia con l'alleato francese. Il Trattato di San Pietroburgo vide Svezia e Russia coinvolti in una alleanza anti-prussiana. L'Inghilterra rimase l'unico ed il principale alleato della Prussia anche se anche la Gran Bretagna si mantenne con sicurezze proprie, siglando solo l'entrata in guerra con la Francia e non con l'Austria, la Russia, la Sassonia o la Svezia.
L'alleanza raggiunse il suo punto massimo sul finire del 1757 quando la Francia invase l'Hannover, mentre le truppe austriache ripresero la Sassonia e liberarono la provincia della Boemia che nel frattempo era stata occupata dai prussiani. Con la sigla del Secondo Trattato di Versailles nel 1757 i francesi ora erano costretti ad intervenire a fianco dell'Austria contro la Prussia così come a contribuire finanziariamente alla guerra. Dall'autunno del 1757 era ormai chiaro che Austria e Francia avrebbero schiacciato la Prussia ma due decisive vittorie prussiane a Rossbach e Leuthen posero fine all'offensiva.
Francia e Austria combatterono quindi per sconfiggere i loro nemici anche se la Francia giunse quasi sull'orlo della bancarotta in termini di risorse e soprattutto perse molti uomini. Mentre le truppe francesi erano occupate in Germania, la Gran Bretagna attaccò le colonie francesi, causandole la perdita delle colonie in Nord America, Caraibi, Africa e Asia. La Francia venne così costretta ad abbandonare il conflitto alla fine del 1762 quando venne siglato un armistizio con Gran Bretagna e Prussia. Il Trattato di Parigi vide l'Austria a riconoscere la Slesia alla Prussia mentre la Francia dovette cedere molte delle proprie colonie agli inglesi.

## Alleanza in tempo di pace

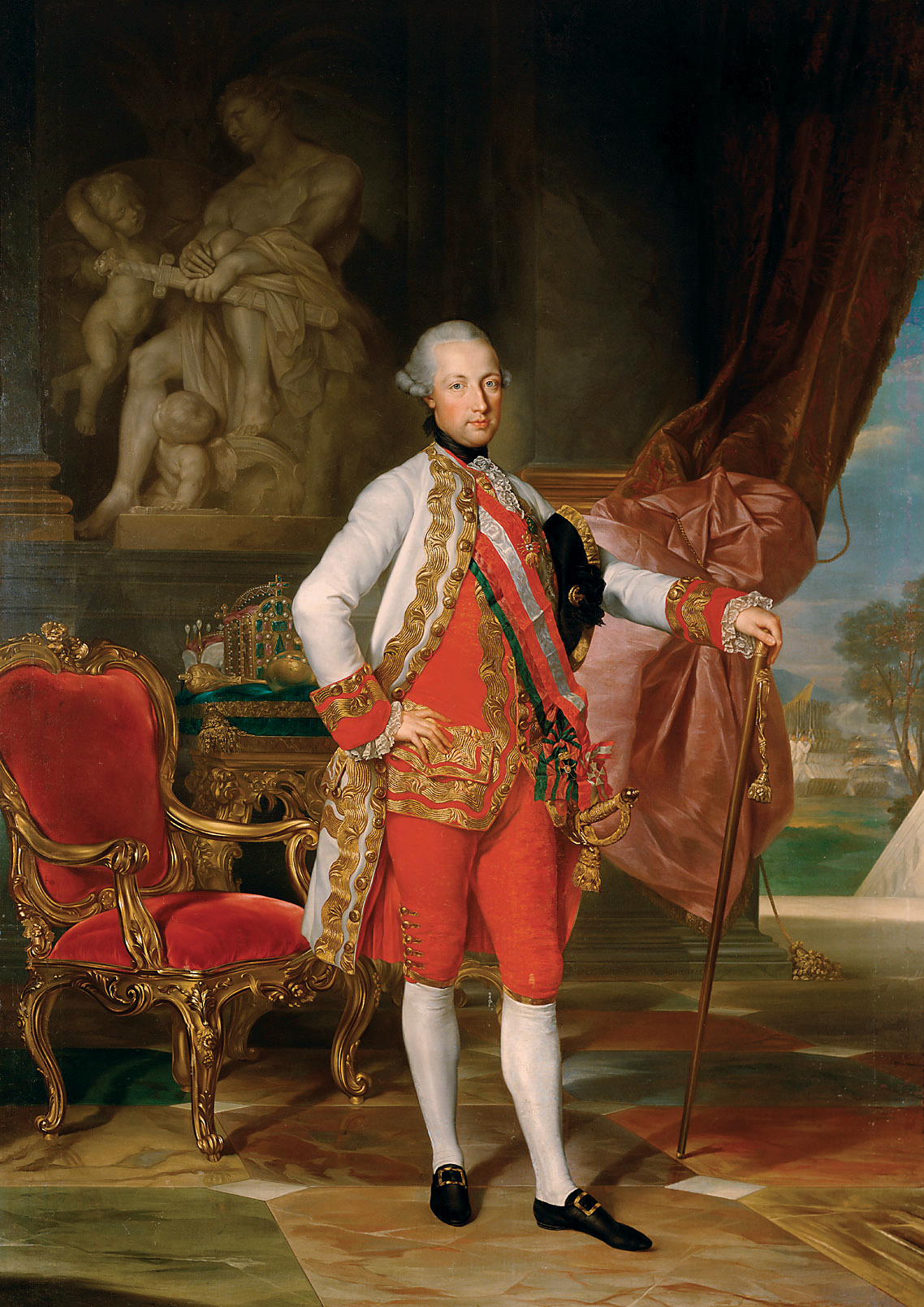
L'alleanza si indebolì quando Giuseppe II salì al trono

Austria e Francia erano reciprocamente insoddisfatte di come si era svolta la guerra. Il fallimento dei due stati e dei loro alleati nel tentativo di surclassare la Prussia venne considerato a Parigi una delle principali cause della perdita di numerose colonie a favore invece dell'Inghilterra, mentre gli austriaci non erano rimasti per nulla soddisfatti del livello di aiuto ricevuto dall'esercito francese nella speranza di recuperare la Slesia. Questo reciproco disappunto portò al raffreddamento delle relazioni tra i due stati, con la Francia che progressivamente si riavvicinò alla Spagna, mentre l'Austria cercò appoggi ad est presso la Russia, la quale aveva interessi comuni nell'indebolire la potenza dell'Impero ottomano.
Dagli anni '80 del XVIII secolo l'alleanza si era di molto deteriorata, in particolare dopo la morte di Maria Teresa e la caduta in disgrazia del Kaunitz. Il nuovo imperatore Giuseppe II era maggiormente interessato ad una alleanza con la Gran Bretagna che era all'epoca in piena guerra con diversi paesi tra cui Francia, Spagna, Mysore, Olanda e Stati Uniti, che da poco avevano dichiarato la loro indipendenza. Questi fatti avevano contribuito a lasciare l'Inghilterra isolata diplomaticamente e senza alleati di peso. Gli inglesi dal canto loro parevano interessati ad una alleanza con l'Austria nel tentativo di fiaccare la Francia così da garantirsi il predominio delle importazioni dall'America, salvaguardando inoltre le colonie inglesi nelle indie occidentali.
Sebbene l'Austria rimase neutrale nel conflitto, l'alleanza con la Francia continuò ma risentì di pesanti indebolimenti come dimostrò la guerra di successione bavarese ancora una volta contro la Prussia dove i rifornimenti francesi furono sempre molto scarni. Un legame molto forte che pure permaneva e manteneva inevitabilmente unite le due potenze era il matrimonio tra Maria Antonietta d'Asburgo-Lorena, figlia di Maria Teresa d'Austria e sorella di Giuseppe II, e re Luigi XVI di Francia che si era celebrato nel 1770. Maria Antonietta era ritenuta dai francesi avere molta influenza sul marito, fatto che lo persuadeva a mantenere una linea filo-austriaca malgrado gli eventi, anche se in realtà tra i ministri che consigliavano il sovrano vi era anche l'anti-austriaco conte di Vergennes.

## La Rivoluzione francese
La Rivoluzione francese distrusse definitivamente i legami tra i due stati malgrado i numerosi appelli dell'Assemblea nazionale costituente francese all'Austria per mantener fede al trattato del 1756. Nel 1792 gli austriaci inviarono delle truppe per invadere la Francia minacciando di distruggere Parigi se Luigi XVI, ora ridotto ad un monarca costituzionale, non fosse stato riportato al suo status precedente. Gli austriaci subirono una pesante sconfitta nella Battaglia di Valmy e Luigi XVI venne definitivamente detronizzato dai rivoluzionari e, assieme a Maria Antonietta, ghigliottinato l'anno successivo. L'Austria dunque aderì alla coalizione di stati che si opponevano alla rivoluzione e Vienna divenne uno dei centri dell'attività anti-rivoluzionaria, dando asilo ai rifugiati realisti francesi.

## Le guerre napoleoniche
Dopo che l'Impero austriaco venne sconfitto nella Guerra della Quinta Coalizione antifrancese nel 1809 dal Primo Impero francese, l'alleanza con la Francia venne ripresa brevemente. La seconda figlia dell'imperatore Francesco II, Maria Luisa, sposò Napoleone Bonaparte e divenne imperatrice consorte dei francesi. Gli austriaci contribuirono con 34.000 uomini alla Grande Armata durante l'invasione francese della Russia.
L'alleanza si interruppe dopo la ritirata di Napoleone dalla Russia e l'Austria entrò dal 1813 nella Sesta coalizione.